# Jeanne Weil Proust
Jeanne Clémence Weil Proust (París, 21 d'abril de 1849 - 26 de setembre de 1905), va ser l'esposa del metge francès Adrien Proust i la mare de Robert Proust i de l'escriptor Marcel Proust.

## Biografia
Jeanne Clémence Weil va néixer al si d'una família jueva que venia d'Alsàcia i d'Alemanya. El seu avi patern, Baruch Weil (1782-1828), va obtenir la ciutadania francesa i va fundar Le Consulat, una empresa de manufactura de porcellana a París, al districte 10. El pare de Jeanne, Nathé Weill (1814-1896) no va continuar amb l'empresa de son pare, sinó que es va orientar cap als negocis i va dirigir una oficina de canvi.
Per part de mare, la família era originària de Trèveris (Alemanya). El seu avi, Nathaniel Berncastel, es va instal·lar a Paris el 1813 i va obrir una ferreria amb èxit. Va obtenir la nacionalitat francesa el 1827. La seva esposa Rosa pertanyia a una família de Metz, i el seu cunyat, Adolphe Crémieux, era un jove advocat que es convertiria en una prestigiosa figura política.
La mare de Jeanne, Adèle Berncastel (1824-1890) va rebre una educació sòlida, dins la tradició de la burgesia jueva. Freqüentava els salons amb sa tia Amélie (esposa d'Adolphe Crémeux), i també amb la comptesa de Haussonville i la princesa Mathilde. Adèle Berncastel va inculcar a la seva filla i al seu net Marcel el gust per la música i la literatura, especialment del 'Grand Siècle', com les obres de Louis de Rouvroy, Jean Racine o Marie de Rabutin-Chantal.